# Biserica din Costeștii din Vale
Biserica din Costeștii din Vale este o biserică ortodoxă din satul Costeștii din Vale, Dâmbovița, ctitorită inițial de Frații Buzești, aproximativ în anul 1575, apoi re-ctitorită de Costescu și Zoe Comăneanu în anul 1896. Biserica poartă hramul Sfinților Ștefan, Nicolae și Gheorghe și este monument istoric (COD LMI DB-II-m-B-17440 Arhivat în 16 februarie 2024, la Wayback Machine.). 
În biserică se găsesc o serie de obiecte cu valoare istorică: un potir metalic cu inscripție slavonă din anul 1814; o Evanghelie în coperte din pluș roșu cu colțari de metal, pe care este gravat anul 1838; cădelniță; cruce de argint; căldărușă pentru botez; cărți și pomelnice vechi; clopotul etc. 
În poienița din fața bisericii există un monument al eroilor din războaiele din 1877-1878 și 1916-1918, ridicat în anul 1923, din marmură și piatră. În cimitirul din curtea bisericii se află înmormântați mai mulți descendenți ai familiei Buzescu și scriitorul Ion C. Vissarion (Cod LMI DB-IV-m-B-17811).